# Karl Retzlaff
Karl Eduard Emil Ludwig Wilhelm Retzlaff (geboren Dietz), (ook Carl Retzlaff) (Gießen, 7 mei 1890 - Großhansdorf, 23 april 1967) was een Duitse officier  en SS-Gruppenführer (generaal-majoor) en Generalleutnant in de politie tijdens de Tweede Wereldoorlog.

## Leven
Op 7 mei 1890 werd Karl Dietz geboren in Gießen. Hij was de zoon van een dokter Johann Dietz. Na het vroegtijdig overlijden van zijn vader, hertrouwde zijn moeder met de koopman Max Retzlaff, die Karl adopteerde. In maart 1910 beëindigde Dietz zijn schoolgang met het eindexamen aan het Wilhelm-Gymnasium (Hamburg). Aansluitend ging Retzlaff rechtsgeleerdheid studeren aan de Universiteit van Gießen. In 1910 werd hij actief in het Korps Hassia-Gießen zu Mainz. Als een niet-actief lid van een studentencorps wisselde hij naar de Ludwig Maximilians-Universiteit en de Philipps-Universiteit Marburg.
Op 28 september 1913 trad Retzlaff als Fahnenjunker (aspirant-officier) in dienst van het Pruisische leger. En werd geplaatst in het Feldartillerie-Regiment „Generalfeldmarschall Graf Waldersee“ (Schleswigsches) Nr. 9 in de 18e divisie.

### Eerste Wereldoorlog
Retzlaff nam als Unteroffizier deel aan de Eerste Wereldoorlog. Op 18 juli 1914 werd hij bevorderd tot Fähnrich (vaandrig). Retzlaff werd geplaatst in de 6e compagnie van het 2e bataljon in het Feldartillerie-Regiment „Generalfeldmarschall Graf Waldersee“ (Schleswigsches) Nr. 9. Op 16 september 1914 werd Retzlaff bevorderd tot Leutnant (tweede luitenant). Na zijn bevordering tot Oberleutnant, werd hij ingezet als ordonnansofficier en adjudant in de 27e Infanteriedivisie.

### Interbellum
Na de Eerste Wereldoorlog, was Retzlaff vanaf 1 juli 1919 tot 30 september 1919 lid van het Vrijkorps Schleswig-Holstein.
Op 1 november 1919 trad hij als Polizeioberleutnant (eerste luitenant in de politie) in dienst van de Schutzmannschaft Hamburg. In december 1919 volgde zijn bevordering tot Polizeihauptmann (kapitein in de politie). En sinds 1920 was Retzlaff ook lid van de Kyffhäuserbond. En diende vanaf februari 1933 in de Stahlhelm. Hij werkte als Hundertschaftführer (vergelijkbaar met een pelotonscommandant) en administratief medewerker in de politie. Op 10 september 1920 volgde zijn benoeming tot afdelingsleider en commandant van de officiersleergangen van de Orpo in Hamburg.
Retzlaff nam op 31 januari 1920 ontslag uit het leger, en trouwde op 18 mei 1921 met Erna Pulfrich (geboren 1897). Het echtpaar kreeg een dochter. Op 9 juli 1924 werd hij bevorderd tot Polizeimajor (majoor in de politie). In 1922 promoveerde Retzlaff tot doctor in de rechten in Marburg.
Vanaf september 1934 tot eind maart 1937 hij stafchef in het Kommando der Schutzpolizei Hamburg. En vanaf 1 december 1935 tot 31 augustus 1936 als plaatsvervangend commandant van de Schutzpolizei (KdS) in Hamburg. Op 30 januari 1937 werd Retzlaff bevorderd tot Oberst der Schutzpolizei (kolonel in de Schutzpolizei). Hierna volgde zijn benoeming tot commandant van de Schutzpolizei (KdS)  in Hamburg. Op 15 november 1937 werd Retzlaff lid van de NSDAP. Hij wisselde begin juni 1939 naar dezelfde functie in Wenen. Net voor het begin van de Tweede Wereldoorlog, werd hij nog lid van de Schutzstaffel (SS). En werd ingeschaald als een SS-Standartenführer (kolonel). Hij werd toegevoegd aan de staf van de SS-Oberabschnitte Donau.

### Tweede Wereldoorlog
Op 1 september 1939 werd hij bevorderd tot SS-Oberführer. Meteen direct na zijn bevordering, werd Retzlaff bevorderd met het Charakter van een Generalmajor der Polizei. In november 1939 werd Retzlaff benoemd tot Inspekteur der Ordnungspolizei (IdO) in Wehrkreis XVII met zijn hoofdkwartier in Wenen. Op 20 april 1940 werd hij bevorderd tot SS-Brigadeführer en Generalmajor der Polizei. In september 1943 werd Retzlaff benoemd tot Befehlshaber der Ordnungspolizei (BdO) in Hamburg, en was daarmee ondergeschikt gesteld aan de HSSPF Georg-Henning von Bassewitz-Behr. Op 30 januari 1944 werd hij voor het laatst bevorderd tot SS-Gruppenführer en Generalleutnant der Polizei. En werd als SS-leider toegevoegd aan de staf van de SS-Oberabschnitt Nordsee.

## Na de oorlog
Retzlaff zat tot 16 mei 1947 in krijgsgevangenschap. Hierna woonde hij in Hamburg-Wandsbek.
Over het verdere verloop van zijn leven is niets bekend. Op 23 april 1967 stierf Retzlaff in Großhansdorf.

## Carrière
Retzlaff bekleedde verschillende rangen in zowel de Pruisische leger als de Politie. De volgende tabel laat zien dat de bevorderingen niet synchroon liepen.
| Datums                                                                      | Pruisische leger                       | Politie                                    | Allgemeine-SS       |
| --------------------------------------------------------------------------- | -------------------------------------- | ------------------------------------------ | ------------------- |
| 28 september 1913                                                           | Fahnenjunker (aspirant-officier)       | —                                          | —                   |
| 1914                                                                        | Unteroffizier                          | —                                          | —                   |
| 18 juli 1914                                                                | Fähnrich                               | —                                          | —                   |
| 16 september 1914 (zonder Patent)                                           | Leutnant                               | —                                          | —                   |
| 1917                                                                        | Patent van 14 september 1912 verkregen | —                                          | —                   |
| 27 januari 1918                                                             | Oberleutnant                           | —                                          | —                   |
| 1 oktober 1919                                                              | —                                      | Polizeioberleutnant                        | —                   |
| 16 december 1919                                                            | —                                      | Polizeihauptmann                           | —                   |
| 9 juli 1924 (met ingang van 1 juli 1924)                                    | —                                      | Polizeimajor                               | —                   |
| 1 september 1934                                                            | —                                      | Polizeioberstleutnant                      | —                   |
| 30 januari 1937 (met ingang van 1 november 1936 en RDA van 30 januari 1937) | —                                      | Oberst der Schutzpolizei                   | —                   |
| 1 augustus 1939                                                             | —                                      | —                                          | SS-Mann             |
| 1 augustus 1939                                                             | —                                      | —                                          | SS-Standartenführer |
| 1 september 1939                                                            | —                                      | —                                          | SS-Oberführer       |
| 13 september 1939                                                           | —                                      | Charakter van een Generalmajor der Polizei | —                   |
| 20 april 1940 (met ingang van 1 januari 1940 en RDA van 30 januari 1940)    | —                                      | Generalmajor der Polizei                   | SS-Brigadeführer    |
| 30 januari 1944 (met ingang van 1 december 1943 en RDA van 30 januari 1944) | —                                      | Generalleutnant der Polizei                | SS-Gruppenführer    |

## Lidmaatschapsnummers
- NSDAP-nr.: 4349909[1][6][8] (lid geworden 15 november 1937[1])
- SS-nr.: 337770[1][6][8] (lid geworden 1 augustus 1939[1][3])

## Onderscheidingen
Selectie:
- IJzeren Kruis 1914, 1e Klasse[6][8] en 2e Klasse[6][8][9]
- Ehrendegen des Reichsführers-SS[6][8][9]
- SS-Ehrenring[6][8][9]
- Hanseatenkruis Hamburg[1][9]
- IJzeren Halve Maan[1][10][9]
- Signum Laudis met Oorlogsdecoratie en Zwaarden[1][9]
- Commandeur in de Orde van Verdienste (Hongarije) op 24 augustus 1938[1][9]
- Dienstonderscheiding van de Politie, 1e Klasse (25 dienstjaren)[1][9]

## Afkorting
- KdS Kommandeur der Schutzpolizei - vrije vertaling: Commandant van de Beschermingspolitie
- IdO Inspekteur der Ordnungspolizei - vrije vertaling: Inspecteur van de Ordepolitie
- BdO Befehlshaber der Ordnungspolizei - vrije vertaling: Bevelhebber van de Ordepolitie